# GS Doksa Dramas
Jimnastikos Silogos Dramas Doksa, GS Doksa Dramas (gr. Γυμναστικός Σύλλογος Δράμας Δόξα) – grecki klub piłkarski z siedzibą w mieście Drama. Został założony w 1918.

## Historia
Chronologia nazw:
- 1918–1955: Peleus Drama
- od 1955: Doksa Drama

Klub został założony w 1918 roku jako Peleus Drama. Miejscowa ludność została zainspirowana grę angielskich żołnierzy stacjonujących podczas I wojny światowej w pobliżu macedońskiego miasta Drama i postanowiła utworzyć pierwszy klub piłkarski w regionie. W 1919 roku został przemianowany na Doksa Drama (doksa oznacza „chwała”). Początkowo kolory zespołu były czarno-biały, a na logo czarna koniczyna. Po wojnie logo klubu na stałe zmieniło się w czarnego orła, natomiast czarno-białe kolory zespołu pozostają do dziś.
W pierwszym formalnym meczu Doxa Drama wygrał z zespołem z sąsiedniego miasta AOK Kavala (3:0). W sezonie 1938/39 zespół startował w mistrzostwach Wschodniej Macedonii. W latach 1953–1958 występował w mistrzostwach północnej regionalnej grupy. Doxa Drama jest jednym z założycieli najwyższej ligi greckiej Alpha Ethniki. W 1959 roku klub debiutował w pierwszej lidze greckiej, w której przez 20 sezonów występował do 1995 roku (z wyjątkiem sezonów 1962/63, 1965/66, 1978/79, 1987/88). Od 1995 przez finansowe i administracyjne problemy klub degradował. W 1996 spadł do III ligi, w 1999 do IV ligi, a w 2000 do amatorskiego poziomu. W latach 2003–2009 ponownie grał w trzeciej lidze. W 2009 roku po 11 latach powrócił do II ligi. Po 2 sezonach gry w drugiej lidze w sezonie 2010/11 zajął 6.miejsce w tabeli, a potem w turnieju play-off zdobył awans do Superleague Ellada.

## Sukcesy
- Mistrzostwo Grecji:
  - 6.miejsce (1): 1960
- Puchar Grecji:
  - finalista (3): 1954, 1958, 1959

## Stadion
Stadion Doksy Drama w Dramie może pomieścić 7000 widzów.